# Trygodes dissuasa
Trygodes dissuasa là một loài bướm đêm trong họ Geometridae.